# Svetlovódskoie
Svetlovódskoie (en rus: Светловодское) és un poble de Kabardino-Balkària, a Rússia, que en el cens del 2010 tenia 1.385 habitants. Pertany al districte rural de Zalukókoaje.